# Гарет Бейл
Га́рет Френк Бейл (англ. Gareth Frank Bale; нар. 16 липня 1989 року, Кардіфф, Уельс) — валлійський футболіст, правий вінгер. Найкращий бомбардир в історії збірної Уельсу (41 гол).
Почав кар'єру в «Саутгемптоні», де грав на позиції лівого захисника і був фахівцем з виконання штрафних ударів. Після переходу в «Тоттенгем» влітку 2007 року почав виступати на більш атакуючих позиціях.
Переможець Ліги чемпіонів УЄФА сезону 2013–2014, 2015–2016, 2016—17 та 2017—18 років.

## Біографія
Гарет був помічений скаутами «Саутгемптона» ще в дев'ятирічному віці, і потім почав тренуватися в одній з дочірніх академій цього клубу. Тренування приносили юному валлійцю лише задоволення — він намагався довести всім і собі самому, що здатний досягти великих успіхів у футболі. У 16 років Бейл грав у збірній школи для 18-річних і допоміг їй виграти Шкільний кубок Кардіффа. У тому ж році він отримав премію від департаменту спорту Уельсу. Тоді ж його хотів купити «Манчестер Юнайтед», але пропозиція манкуніанців було відхилено.

## Клубна кар'єра

### «Саутгемптон»
перейшов в команду під кінець сезону 2005/06 років, тому зіграв мало ігор у цьому футбольному році. Його перша гра за «святих» відбулася у матчі проти «Мілвола», виграного з рахунком 2:0. Бейл став наймолодшим гравцем, що зіграв за «Саутгемптон» в офіційному матчі, після Тео Волкотта. Наступний сезон Бейл почав у основі, у підсумку він зіграв 38 матчів і забив 5 м'ячів.

### «Тоттенгем Готспур»

#### Сезон 2007—2008
У 2007 році Бейл перейшов в «Тоттенгем Готспур», де одразу зайняв місце в основі. Початок його кар'єри в Лондоні було вдалим — Бейл забив 3 голи у своїх стартових 4 матчах (один з них — у Кубку англійської ліги). Але остаточно закріпитися в основному складі футболістові завадила травма — Бейл вибув до кінця сезону.

#### Сезон 2008—2009
Новий сезон Гарет Бейл почав на лаві запасних — місце на лівій брівці зайняв камерунець Бенуа Ассу-Екотто. У цілому, це був найбільш невдалий сезон Бейла за весь період у стані «Тоттенгема». Ледь оговтавшись від однієї травми, валлієць знову травмувався і вибув на тривалий термін. У тому сезоні він переважно грав за резервний склад лондонського клубу, зрідка виходячи на поле у складі першої команди.
Примітно, що саме в цьому сезоні до всіх невдач додалася ще одна, названа англійськими журналістами «прокляттям Бейла». У 24 матчах, в яких Бейл виходив у стартовому складі «Тоттенгема», його клуб не міг здобути перемогу. Безвиграшна серія завершилася тільки в 25-му матчі, в наступному сезоні, в матчі з «Фулгемом», в якому «Тоттенгем» переміг з рахунком 2:0.

#### Сезон 2009—2010
Поступово оговтавшись від травм, Гарет Бейл почав доводити своє право на місце в основному складі. Головний тренер Гаррі Реднапп зауважив прогрес молодого гравця та почав підпускати його до основи, спочатку на кубкові матчі. Однак Реднап був незадоволений грою Бейла в захисті.
З січня 2010 року гравець знову регулярно виступав у стартовому складі лондонців. Через травми Бенуа Ассу-Екотто та Ніко Краньчара, Бейл змушений був перейти у півзахист, і по-справжньому заграв на позиції вінгера, почав показувати чудові проходи по лівому флангу, віддаючи результативні передачі. 14 квітня 2010 допоміг команді добути важливу перемогу в північно-лондонському дербі з «Арсеналом», забивши гол на 47-й хвилині, після чого рахунок став 2:0 (матч закінчився з рахунком 2:1 на користь «Тоттенгема»).
У наступному турі «Готспур» знову виграли 2:1, цього разу у «Челсі», і знову один із голів забив Бейл. Гарна гра півзахисника не залишилася без уваги, і Бейл став гравцем місяця за версією Англійської Прем'єр-ліги.
7 травня 2010 року Гарет Бейл продовжив контракт з командою до 2014 року. Вдала гра Бейла допомогла команді зайняти за підсумками сезону 4-е місце в чемпіонаті, що дозволило команді вперше за багато років кваліфікуватися в груповий етап Ліги Чемпіонів УЄФА.

#### Сезон 2010—2011
Цей сезон розпочався для Гарета набагато краще двох останніх. Будучи гравцем основного складу, Бейл почав забивати в передсезонних товариських іграх (зокрема, з «Бенфікою» та «Нью-Йорк Ред Буллз») і продовжив в офіційних — чемпіонаті Англії. 21 серпня у матчі чемпіонату проти «Сток Сіті», Бейл оформив свій перший дубль, який приніс «Тоттенгему» перемогу й дозволив команді піднятися в турнірній таблиці. 29 вересня валлієць забив свій перший гол у Лізі Чемпіонів — у ворота голландського «Твенте».
У міжсезоння Гаретом Бейлом цікавилися багато європейських топ-клуби, в тому числі «Інтернаціонале», «Челсі», «Реал Мадрид» і «Мілан».
20 жовтня Бейл оформив перший хет-трик у Лізі чемпіонів у ворота італійського «Інтернаціонале», проте це не допомогло лондонцям уникнути поразки (матч закінчився з рахунком 4:3 на користь італійської команди). Бейл став першим валлійцем, які зробили хет-трик у Лізі чемпіонів. Після цього матчу тренер «Тоттенгема» Гаррі Реднапп сказав, що постарається утримати гравця у своїй команді. У наступному матчі з «Інтером», 2 листопада, Бейл знову став героєм матчу, віддавши дві результативні передачі. Гра закінчилася з рахунком 3:1 на користь англійської команди.
13 листопада в чемпіонаті Англії в матчі з «Блекберном» Гарет Бейл забив два голи і «Тоттенгем» переміг з рахунком 4:2. Перший гол забив Бейл у невластивій для себе манері — замкнув головою подачу з кутового.
У черговому північному лондонському дербі, 20 листопада, Бейл відзначився, скоротивши розрив в рахунку до мінімуму. «Тоттенгем» програвав «Арсеналу» 2-0, проте гол Гарета переламав гру і «шпори» перемогли 2-3.
Успішний для себе і команди 2010 валлієць завершив 28 грудня, забивши гол у ворота «Ньюкасл Юнайтед» ударом у дальній кут; команда з Лондона перемогла 2:0.
1 січня 2011 року Бейл приніс перемогу «шпорами», забивши єдиний гол у матчі проти «Фулхема».

#### Сезон 2011—2012
Перший гол у сезоні Бейл забив 24 вересня 2011 року у виїзному матчі з «Віган Атлетік». 30 жовтня в домашньому матчі проти «Квінз Парк Рейнджерс» відзначився дублем.
3 грудня відзначився забитим м'ячем в матчі проти «Болтон Вондерерз», який присвятив Гарі Спіду. 27 грудня відзначився дублем у воротах «Норвіч Сіті». 31 січня Гарет забив два голи в ворота «Віган Атлетік».
27 червня 2012 року футболіст підписав новий чотирирічний контракт з клубом.

#### Сезон 2012—2013
Перед початком сезону Бейл змінив номер з 3 на 11.
Перший гол Гарет забив у виїзному матчі проти «Редінга». 29 вересня Гарет відзначився м'ячем на «Олд Траффорд» проти «Манчестер Юнайтед».
26 грудня Бейл відзначився першим хет-триком у Прем'єр-лізі в матчі проти «Астон Вілли». 5 січня 2013 року в матчі Кубка Англії проти «Ковентрі Сіті» Гарет відзначився забитим м'ячем та двома результативними передачами Клінту Демпсі. 30 січня гол Бейла допоміг команді уникнути поразки в матчі проти «Норвіч Сіті». 3 лютого футболіст забив єдиний гол в зустрічі з «Вест-Бромвіч Альбіон». 9 лютого Гарет відзначився дублем у воротах «Ньюкасла».
14 лютого в матчі 1/16 Ліги Європи проти «Ліона» Бейл відзначився двома м'ячами, забитими зі штрафних ударів. 25 лютого в матчі з «Вест Гем Юнайтед» Гарет відзначився черговим дублем.

### «Реал Мадрид»

#### Сезон 2013—2014
1 вересня 2013 року іспанський «Реал Мадрид» оголосив про підписання шестирічного контракту з футболістом. За цей перехід мадридці заплатили 100 млн. Бейл став найдорожчим гравцем в історії футболу. У першому ж матчі за «королівський клуб» Гарет відзначився забитим голом, вразивши ворота «Вільярреалу». Однак незабаром після цього півзахисник отримав невелику травму, через що був змушений пропустити кілька матчів. 30 вересня Бейл оформив дубль, а також віддав дві гольові передачі в матчі з «Севільєю». 30 листопада Бейл оформив свій перший хет-трик за мадридців, забивши три голи в ворота «Вальядоліда». Ближче до кінця сезону Бейл зумів набрати хорошу форму і разом з Кріштіану Роналду і Карімом Бензема скласти атакуючу лінію клубу. 16 квітня 2014 року Гарет забив переможний гол у ворота «Барселони» в фіналі Кубка Іспанії, після неймовірного забігу з центра поля. Через місяць, 24 травня валлієць забив переможний гол у фіналі Ліги Чемпіонів, вразивши ворота «Атлетіко».

### «Лос-Анджелес»
25 червня 2022 року Бейл оголосив у соцмережах, що приєднається до команди Major League Soccer «Лос-Анджелес».
9 січня 2023 року Бейл оголосив про завершення футбольної кар'єри.

## Збірна
За молодіжну збірну Гарет Бейл зіграв у сумі 8 матчів, забивши в них 3 голи.
В основну збірну став викликатися до 17 років з метою замінити Раяна Гіггза. Дебют валлійця відбувся 27 травня 2006 року, коли він вийшов на заміну в матчі зі збірною Тринідаду і Тобаго на 80-й хвилині.
Перший гол за основну команду Бейл забив 7 жовтня 2006 року ударом зі штрафного у матчі зі Словаччиною, при цьому ставши наймолодшим гравцем, який забив за збірну Уельсу. Другий гол був забитий 28 березня 2007 року у ворота команди Сан-Марино.
Потім Гарет довгий час не грав за збірну через часті травми та погану фізичну форму. Знову повернувся на поле він тільки 10 жовтня 2009 року.
Третій гол Бейл за збірну забив 12 жовтня 2010 року, коли він вразив ворота збірної Швейцарії, що не допомогло команді врятувати гру (матч закінчився поразкою Уельсу з рахунком 1:4).
Протягом 2010-х років був ключовою фігурою у складі валлійської збірної і її основною ударною силою в нападі. Значною мірою завдяки його зусиллям команда успішно подолала відбір на Євро-2016, лише вдруге у своїй історії ставши учасником фінальної частини великого міжнародного турніру (після ЧС-1958). На самій континентальній першості також був лідером нападу валлійців, які припинили боротьбу лише у півфіналі, поступившись майбутнім чемпіонам, збірній Португалії. Забив на турнірі три голи, по одному в кожній грі групового етапу.
Навесні 2018 року у товариській грі проти збірної Китаю (перемога 6:0) зробив хет-трик, забивши зокрема свої 28-ий і 29-ий голи у формі збірної Уельсу, які дозволили йому відповідно повторити та перевершити гольовий здобуток Іана Раша і стати найкращим бомбардиром в історії цієї національної команди.

## Статистика виступів

### Статистика клубних виступів
Станом на  26 січня 2021
| Сезон                         | Команда                       | Чемпіонат                     | Чемпіонат | Чемпіонат | Національний кубок | Національний кубок | Національний кубок | Континентальні кубки | Континентальні кубки | Континентальні кубки | Інші змагання | Інші змагання | Інші змагання | Усього | Усього |
| Сезон                         | Команда                       | Ліга                          | Ігор      | Голів     | Ліга               | Ігор               | Голів              | Ліга                 | Ігор                 | Голів                | Ліга          | Ігор          | Голів         | Ігор   | Голів  |
| ----------------------------- | ----------------------------- | ----------------------------- | --------- | --------- | ------------------ | ------------------ | ------------------ | -------------------- | -------------------- | -------------------- | ------------- | ------------- | ------------- | ------ | ------ |
| 2005–06                       | «Саутгемптон»                 | ЧФЛ                           | 2         | 0         | КА+КЛ              | 0                  | 0                  | -                    | -                    | -                    | -             | -             | -             | 2      | 0      |
| 2006–07                       | «Саутгемптон»                 | ЧФЛ                           | 38+1      | 5+0       | КА+КЛ              | 1+3                | 0                  | -                    | -                    | -                    |               | -             | -             | 43     | 5      |
| Усього за «Саутгемптон»       | Усього за «Саутгемптон»       | Усього за «Саутгемптон»       | 40+1      | 5         |                    | 4                  | 0                  |                      | -                    | -                    |               | -             | -             | 45     | 5      |
| 2007–08                       | «Тоттенгем Готспур»           | ПЛ                            | 8         | 2         | КА+КЛ              | 0+1                | 1                  | КУЄФА                | 3                    | 0                    | -             | -             | -             | 12     | 3      |
| 2008–09                       | «Тоттенгем Готспур»           | ПЛ                            | 16        | 0         | КА+КЛ              | 2+5                | 0                  | КУЄФА                | 7                    | 0                    | -             | -             | -             | 30     | 0      |
| 2009–10                       | «Тоттенгем Готспур»           | ПЛ                            | 23        | 3         | КА+КЛ              | 8+3                | 0                  | -                    | -                    | -                    | -             | -             | -             | 34     | 3      |
| 2010–11                       | «Тоттенгем Готспур»           | ПЛ                            | 30        | 7         | КА+КЛ              | 0                  | 0                  | ЛЧ                   | 11                   | 4                    | -             | -             | -             | 41     | 11     |
| 2011–12                       | «Тоттенгем Готспур»           | ПЛ                            | 36        | 9         | КА+КЛ              | 4+0                | 2                  | ЛЄ                   | 2                    | 1                    | -             | -             | -             | 42     | 12     |
| 2012–13                       | «Тоттенгем Готспур»           | ПЛ                            | 33        | 21        | КА+КЛ              | 2+1                | 1+1                | ЛЄ                   | 8                    | 3                    | -             | -             | -             | 44     | 26     |
| 2013–14                       | «Реал Мадрид»                 | ПД                            | 27        | 15        | КІ                 | 5                  | 1                  | ЛЧ                   | 12                   | 6                    | -             | -             | -             | 44     | 22     |
| 2014–15                       | «Реал Мадрид»                 | ПД                            | 31        | 13        | КІ                 | 2                  | 0                  | ЛЧ                   | 10                   | 2                    | СУ+СІ+КЧС     | 1+2+2         | 0+0+2         | 48     | 17     |
| 2015–16                       | «Реал Мадрид»                 | ПД                            | 23        | 19        | КІ                 | 0                  | 0                  | ЛЧ                   | 8                    | 0                    | -             | -             | -             | 31     | 19     |
| 2016–17                       | «Реал Мадрид»                 | ПД                            | 19        | 7         | КІ                 | 0                  | 0                  | ЛЧ                   | 8                    | 2                    | СУ+КЧС        | 0             | 0             | 27     | 9      |
| 2017–18                       | «Реал Мадрид»                 | ПД                            | 26        | 16        | КІ                 | 2                  | 1                  | ЛЧ                   | 7                    | 3                    | СУ+СІ+КЧС     | 1+1+2         | 0+0+1         | 39     | 21     |
| 2018–19                       | «Реал Мадрид»                 | ПД                            | 29        | 8         | КІ                 | 3                  | 0                  | ЛЧ                   | 7                    | 3                    | СУ+КЧС        | 1+2           | 0+3           | 41     | 14     |
| 2019–20                       | «Реал Мадрид»                 | ПД                            | 16        | 2         | КІ                 | 1                  | 1                  | ЛЧ                   | 3                    | 0                    | СІ            | -             | -             | 20     | 3      |
| Усього за «Реал Мадрид»       | Усього за «Реал Мадрид»       | Усього за «Реал Мадрид»       | 171       | 80        |                    | 13                 | 3                  |                      | 55                   | 16                   |               | 12            | 6             | 251    | 105    |
| 2020–21                       | «Тоттенгем Готспур»           | ПЛ                            | 4         | 1         | КА+КЛ              | 2+1                | 1+1                | ЛЄ                   | 6                    | 1                    | -             | -             | -             | 13     | 4      |
| Усього за «Тоттенгем Готспур» | Усього за «Тоттенгем Готспур» | Усього за «Тоттенгем Готспур» | 150       | 43        |                    | 29                 | 7                  |                      | 37                   | 9                    |               | -             | -             | 216    | 59     |
| Усього за кар'єру             | Усього за кар'єру             | Усього за кар'єру             | 362       | 128       |                    | 46                 | 10                 |                      | 92                   | 25                   |               | 12            | 6             | 512    | 169    |

### Статистика виступів за збірну
Станом на 2 жовтня 2020
| Дата       | Місто            | Господарі            | Результат | Гості                | Турнір                               | Голи | Примітки |
| ---------- | ---------------- | -------------------- | --------- | -------------------- | ------------------------------------ | ---- | -------- |
| 27-5-2006  | Ґрац             | Уельс                | 2 – 1     | Тринідад і Тобаго    | товариський матч                     | -    | 55'      |
| 5-9-2006   | Лондон           | Уельс                | 0 – 2     | Бразилія             | товариський матч                     | -    | 46'      |
| 7-10-2006  | Кардіфф          | Уельс                | 1 – 5     | Словаччина           | Відбір до ЧЄ 2008                    | 1    |          |
| 11-10-2006 | Кардіфф          | Уельс                | 3 – 1     | Кіпр                 | Відбір до ЧЄ 2008                    | -    |          |
| 24-3-2007  | Дублін           | Ірландія             | 1 – 0     | Уельс                | Відбір до ЧЄ 2008                    | -    | 76'      |
| 28-3-2007  | Кардіфф          | Уельс                | 3 – 0     | Сан-Марино           | Відбір до ЧЄ 2008                    | 1    |          |
| 22-8-2007  | Бургас           | Болгарія             | 0 – 1     | Уельс                | товариський матч                     | -    | 46'      |
| 8-9-2007   | Кардіфф          | Уельс                | 0 – 2     | Німеччина            | Відбір до ЧЄ 2008                    | -    |          |
| 12-9-2007  | Трнава           | Словаччина           | 2 – 5     | Уельс                | Відбір до ЧЄ 2008                    | -    |          |
| 13-10-2007 | Нікосія          | Кіпр                 | 3 – 1     | Уельс                | Відбір до ЧЄ 2008                    | -    |          |
| 17-10-2007 | Серравалле       | Сан-Марино           | 1 – 2     | Уельс                | Відбір до ЧЄ 2008                    | -    | 42'      |
| 6-9-2008   | Кардіфф          | Уельс                | 1 – 0     | Азербайджан          | Відбір до ЧС 2010                    | -    | 59'      |
| 10-9-2008  | Москва           | Росія                | 2 – 1     | Уельс                | Відбір до ЧС 2010                    | -    |          |
| 11-10-2008 | Кардіфф          | Уельс                | 2 – 0     | Ліхтенштейн          | Відбір до ЧС 2010                    | -    |          |
| 15-10-2008 | Менхенгладбах    | Німеччина            | 1 – 0     | Уельс                | Відбір до ЧС 2010                    | -    |          |
| 19-11-2008 | Копенгаген       | Данія                | 0 – 1     | Уельс                | товариський матч                     | -    | 87'      |
| 11-2-2009  | Фару             | Уельс                | 0 – 1     | Польща               | товариський матч                     | -    |          |
| 28-3-2009  | Кардіфф          | Уельс                | 0 – 2     | Фінляндія            | Відбір до ЧС 2010                    | -    |          |
| 1-4-2009   | Кардіфф          | Уельс                | 0 – 2     | Німеччина            | Відбір до ЧС 2010                    | -    |          |
| 29-5-2009  | Лланеллі         | Уельс                | 1 – 0     | Естонія              | товариський матч                     | -    |          |
| 10-10-2009 | Гельсінкі        | Фінляндія            | 2 – 1     | Уельс                | Відбір до ЧС 2010                    | -    |          |
| 14-10-2009 | Вадуц            | Ліхтенштейн          | 0 – 2     | Уельс                | Відбір до ЧС 2010                    | -    | 84'      |
| 14-11-2009 | Кардіфф          | Уельс                | 3 – 0     | Шотландія            | товариський матч                     | -    |          |
| 3-3-2010   | Суонсі           | Уельс                | 0 – 1     | Швеція               | товариський матч                     | -    | 67'      |
| 3-9-2010   | Подгориця        | Чорногорія           | 1 – 0     | Уельс                | Відбір до ЧЄ 2012                    | -    | 57'      |
| 8-10-2010  | Кардіфф          | Уельс                | 0 – 1     | Болгарія             | Відбір до ЧЄ 2012                    | -    |          |
| 12-10-2010 | Базель           | Швейцарія            | 4 – 1     | Уельс                | Відбір до ЧЄ 2012                    | 1    |          |
| 10-8-2011  | Кардіфф          | Уельс                | 1 – 2     | Австралія            | товариський матч                     | -    |          |
| 2-9-2011   | Кардіфф          | Уельс                | 2 – 1     | Чорногорія           | Відбір до ЧЄ 2012                    | -    | 90+4'    |
| 6-9-2011   | Лондон           | Англія               | 1 – 0     | Уельс                | Відбір до ЧЄ 2012                    | -    |          |
| 7-10-2011  | Суонсі           | Уельс                | 2 – 0     | Швейцарія            | Відбір до ЧЄ 2012                    | 1    |          |
| 11-10-2011 | Софія (місто)    | Болгарія             | 0 – 1     | Уельс                | Відбір до ЧЄ 2012                    | 1    |          |
| 12-11-2011 | Кардіфф          | Уельс                | 4 – 1     | Норвегія             | товариський матч                     | 1    |          |
| 15-8-2012  | Лланеллі         | Уельс                | 0 – 2     | Боснія і Герцеговина | товариський матч                     | -    | 62'      |
| 7-9-2012   | Кардіфф          | Уельс                | 0 – 2     | Бельгія              | Відбір до ЧС 2014                    | -    |          |
| 11-9-2012  | Новий Сад        | Сербія               | 6 – 1     | Уельс                | Відбір до ЧС 2014                    | 1    |          |
| 12-10-2012 | Кардіфф          | Уельс                | 2 – 1     | Шотландія            | Відбір до ЧС 2014                    | 2    | 53'      |
| 16-10-2012 | Осієк            | Хорватія             | 2 – 0     | Уельс                | Відбір до ЧС 2014                    | -    |          |
| 6-2-2013   | Суонсі           | Уельс                | 2 – 1     | Австрія              | товариський матч                     | 1    | 60'      |
| 22-3-2013  | Глазго           | Шотландія            | 1 – 2     | Уельс                | Відбір до ЧС 2014                    | -    | 46'      |
| 26-3-2013  | Суонсі           | Уельс                | 1 – 2     | Хорватія             | Відбір до ЧС 2014                    | 1    |          |
| 10-9-2013  | Кардіфф          | Уельс                | 0 – 3     | Сербія               | Відбір до ЧС 2014                    | -    | 58'      |
| 16-11-2013 | Кардіфф          | Уельс                | 1 – 1     | Фінляндія            | товариський матч                     | -    |          |
| 5-3-2014   | Кардіфф          | Уельс                | 3 – 1     | Ісландія             | товариський матч                     | 1    | 72'      |
| 9-9-2014   | Андорра-ла-Велья | Андорра              | 1 – 2     | Уельс                | Відбір до ЧЄ 2016                    | 2    |          |
| 10-10-2014 | Кардіфф          | Уельс                | 0 – 0     | Боснія і Герцеговина | Відбір до ЧЄ 2016                    | -    |          |
| 13-10-2014 | Кардіфф          | Уельс                | 2 – 1     | Кіпр                 | Відбір до ЧЄ 2016                    | -    | 48'      |
| 16-11-2014 | Брюссель         | Бельгія              | 0 – 0     | Уельс                | Відбір до ЧЄ 2016                    | -    |          |
| 28-3-2015  | Хайфа            | Ізраїль              | 0 – 3     | Уельс                | Відбір до ЧЄ 2016                    | 2    |          |
| 12-6-2015  | Кардіфф          | Уельс                | 1 – 0     | Бельгія              | Відбір до ЧЄ 2016                    | 1    | 87'      |
| 3-9-2015   | Нікосія          | Кіпр                 | 0 – 1     | Уельс                | Відбір до ЧЄ 2016                    | 1    |          |
| 6-9-2015   | Кардіфф          | Уельс                | 0 – 0     | Ізраїль              | Відбір до ЧЄ 2016                    | -    |          |
| 10-10-2015 | Зениця           | Боснія і Герцеговина | 2 – 0     | Уельс                | Відбір до ЧЄ 2016                    | -    |          |
| 13-10-2015 | Кардіфф          | Уельс                | 2 – 0     | Андорра              | Відбір до ЧЄ 2016                    | 1    |          |
| 5-6-2016   | Стокгольм        | Швеція               | 3 – 0     | Уельс                | товариський матч                     | -    | 64'      |
| 11-6-2016  | Бордо            | Уельс                | 2 – 1     | Словаччина           | ЧЄ 2016 - 1-й етап                   | 1    |          |
| 16-6-2016  | Ланс             | Англія               | 2 – 1     | Уельс                | ЧЄ 2016 - 1-й етап                   | 1    |          |
| 20-6-2016  | Тулуза           | Уельс                | 3 – 0     | Росія                | ЧЄ 2016 - 1-й етап                   | 1    | 83'      |
| 25-6-2016  | Париж            | Уельс                | 1 – 0     | Північна Ірландія    | ЧЄ 2016 - 1/8 фіналу                 | -    |          |
| 1-7-2016   | Лілль            | Уельс                | 3 – 1     | Бельгія              | ЧЄ 2016 - чвертьфінал                | -    |          |
| 6-7-2016   | Ліон             | Португалія           | 2 – 0     | Уельс                | ЧЄ 2016 - півфінал                   | -    | 88'      |
| 5-9-2016   | Кардіфф          | Уельс                | 4 – 0     | Молдова              | Відбір до ЧС 2018                    | 2    |          |
| 6-10-2016  | Відень           | Австрія              | 2 – 2     | Уельс                | Відбір до ЧС 2018                    | -    |          |
| 9-10-2016  | Кардіфф          | Уельс                | 1 – 1     | Грузія               | Відбір до ЧС 2018                    | 1    |          |
| 12-11-2016 | Кардіфф          | Уельс                | 1 – 1     | Сербія               | Відбір до ЧС 2018                    | 1    | 35'      |
| 24-3-2017  | Дублін           | Ірландія             | 0 – 0     | Уельс                | Відбір до ЧС 2018                    | -    | 68'      |
| 2-9-2017   | Кардіфф          | Уельс                | 1 – 0     | Австрія              | Відбір до ЧС 2018                    | -    |          |
| 5-9-2017   | Кишинів          | Молдова              | 0 – 2     | Уельс                | Відбір до ЧС 2018                    | -    |          |
| 22-3-2018  | Наньнін          | КНР                  | 0 – 6     | Уельс                | товариський матч                     | 3    | 63'      |
| 26-3-2018  | Наньнін          | Уругвай              | 1 – 0     | Уельс                | товариський матч                     | -    |          |
| 6-9-2018   | Кардіфф          | Уельс                | 4 – 1     | Ірландія             | Ліга націй УЄФА 2018-2019 - 1-й етап | 1    | 75'      |
| 9-9-2018   | Орхус            | Данія                | 2 – 0     | Уельс                | Ліга націй УЄФА 2018-2019 - 1-й етап | -    |          |
| 16-11-2018 | Кардіфф          | Уельс                | 1 – 2     | Данія                | Ліга націй УЄФА 2018-2019 - 1-й етап | 1    |          |
| 20-11-2018 | Ельбасан         | Албанія              | 1 – 0     | Уельс                | товариський матч                     | -    | 59' 84'  |
| 24-3-2019  | Кардіфф          | Уельс                | 1 – 0     | Словаччина           | Відбір до ЧЄ 2020                    | -    | кап.     |
| 8-6-2019   | Осієк            | Хорватія             | 2 – 1     | Уельс                | Відбір до ЧЄ 2020                    | -    | кап. 49' |
| 11-6-2019  | Будапешт         | Угорщина             | 1 – 0     | Уельс                | Відбір до ЧЄ 2020                    | -    |          |
| 6-9-2019   | Кардіфф          | Уельс                | 2 – 1     | Азербайджан          | Відбір до ЧЄ 2020                    | 1    | кап.     |
| 9-9-2019   | Кардіфф          | Уельс                | 1 – 0     | Білорусь             | товариський матч                     | -    | 50'      |
| 10-10-2019 | Трнава           | Словаччина           | 1 – 1     | Уельс                | Відбір до ЧЄ 2020                    | -    | кап. 15' |
| 13-10-2019 | Кардіфф          | Уельс                | 1 – 1     | Хорватія             | Відбір до ЧЄ 2020                    | 1    | кап.     |
| 16-11-2019 | Баку             | Азербайджан          | 0 – 2     | Уельс                | Відбір до ЧЄ 2020                    | 1    | кап. 60' |
| 19-11-2019 | Кардіфф          | Уельс                | 2 – 0     | Угорщина             | Відбір до ЧЄ 2020                    | -    | кап. 88' |
| 3-9-2020   | Гельсінкі        | Фінляндія            | 0 – 1     | Уельс                | Ліга націй УЄФА 2020-2021 - 1-й етап | -    | кап. 46' |
| 6-9-2020   | Кардіфф          | Уельс                | 1 – 0     | Болгарія             | Ліга націй УЄФА 2020-2021 - 1-й етап | -    | кап.     |
| Усього     |                  | Матчів (5 місце)     | 85        |                      | Голів (1 місце)                      | 34   |          |

## Досягнення

### Командні
«Тоттенгем Готспур»
- Володар Кубка Футбольної ліги (1): 2007—08

«Реал»
- Чемпіон Іспанії (3): 2016-17, 2019-20, 2021-22
- Володар Суперкубка Іспанії (3): 2017, 2019, 2021
- Володар Кубка Іспанії (1): 2014
- Переможець Ліги Чемпіонів УЄФА (5): 2013-14, 2015-16, 2016-17, 2017-18, 2021-22
- Володар Суперкубка УЄФА (3): 2014, 2016, 2017
- Переможець Клубного чемпіонату світу (4): 2014, 2016, 2017, 2018

### Особисті
- Золотий м'яч Клубного чемпіонату світу (1): 2018
- Член «команда року» за версією ПФА: 2010/11, 2011/12, 2012/13
- Гравець року за версією футболістів ПФА: 2010/11, 2012/13
- Молодий гравець року за версією ПФА: 2012/13
- Член «команди року» за версією УЕФА: 2011
- Гравець місяця англійської Прем'єр-ліги: квітень 2010, січень 2012, лютий 2013
- Найкращий гравець англійської Прем'єр-ліги: 2012/2013
- Найкращий гравець фінального матчу Ліги чемпіонів (1): 2018